# Josef Wohlfartstetter
Josef Wohlfartstetter (* 31. Oktober 1865 in Hall in Tirol; † 13. November 1935 in Seefeld in Tirol) war ein österreichischer Orgelbauer.

## Leben
Josef Wohlfartstetter erlernte den Orgelbau bei Franz Reinisch II. in Steinach am Brenner, war für drei Wochen bei Gebrüder Mayer in Feldkirch und dann ca. ein halbes Jahr bei Franz Weber (Orgelbauer) in Oberperfuss beschäftigt. Danach war er bei Martin Joseph Schlimbach in Würzburg tätig. Dort wurde Wohlfartstetter mit – den damals für Tirol unüblichen – Kegelladenorgeln mit chromatischem Pedal mit 27 Tönen vertraut. Bei seinen weiteren Orgelneubauten konstruierte er von nun an Kegelladen.
1892 verlegte er seine Werkstatt nach Mühlau (Innsbruck), 1896 nach St. Lorenzen im Pustertal. Sein ehemaliger Geselle Josef Kirchebner wurde dann als Kompagnon beteiligt, sodass der Betrieb nunmehr unter „Wohlfartstetter & Kirchebner“ geführt wurde.
Josef Wohlfartstetter wurde als Orgelbauer von Vinzenz Goller sehr empfohlen. 1899 ging Wohlfartstetter in Konkurs und die von ihm begonnenen Orgeln in Roppen und Karres wurden von Franz Reinisch II. fertiggestellt. Kirchebner war dann bis ca. 1904 noch weiterhin mit Orgelreparaturen tätig. In den 1920er Jahren war Wohlfartstetter noch als Kompagnon von Hans Eisenschmid in München tätig.

## Werkliste
| Jahr     | Ort                       | Gebäude                                | Bild | Manuale | Register | Bemerkungen                                                               |
| -------- | ------------------------- | -------------------------------------- | ---- | ------- | -------- | ------------------------------------------------------------------------- |
| 1889     | Umhausen                  | Pfarrkirche Umhausen                   |      | I/P     | 12       |                                                                           |
| 1891     | St. Lorenzen im Pustertal | St. Laurentius                         |      | II/P    | 21       |                                                                           |
| 1892     | Olang Südtirol            | Pfarrkirche Niederolang                |      | II/P    | 20       | nicht erhalten, seit 1989 Orgel von Reinisch-Pirchner                     |
| 1893     | Mathon                    | Expositurkirche Mathon                 |      | I/P     | 5        | 1898 nach Hall in Tirol/Salvatorkirche transferiert; mechan. Schleiflade  |
| 1895     | Reith bei Seefeld         | Pfarrkirche Reith bei Seefeld          |      | I/P     | 9        |                                                                           |
| 1895     | Sexten                    | Pfarrkirche Petrus und Paulus (Sexten) |      |         |          | Umbauarbeiten durch Josef Wohlfartstetter                                 |
| vor 1897 | Vals (Mühlbach)           | Pfarrkirche St. Andreas                |      | I/P     | 13       | 5 Reihen für 10 Manualregister                                            |
| 1899     | Roppen                    | Pfarrkirche St. Leonhard               |      |         |          | von Josef Wohlfartstetter begonnen, von Reinisch Franz II. fertiggestellt |
| 1899     | Karres                    | Pfarrkirche Karres                     |      |         |          | von Josef Wohlfartstetter begonnen, von Reinisch Franz II. fertiggestellt |